# (33862) 2000 HS99
2000 HS99 (asteroide 33862) é um asteroide da cintura principal. Possui uma excentricidade de 0.18496740 e uma inclinação de 6.67837º.
Este asteroide foi descoberto no dia 26 de abril de 2000 por LONEOS em Anderson Mesa.